# Placa de Birmània

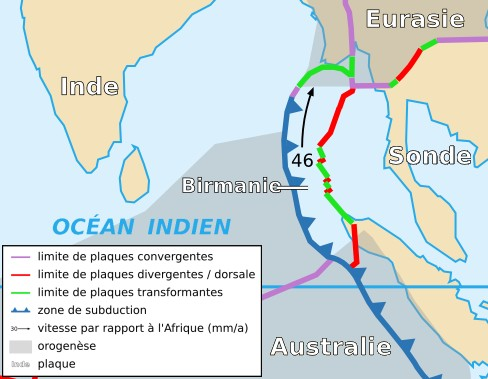
Mapa de la Placa de Birmània i les plaques veïnes (en francès)

La placa birmana o placa d'Andaman és una microplaca tectònica de la litosfera del planeta Terra. La seva superfície és de 0,01270 estereoradiants. És generalment associada a la placa eurasiàtica.
Se situa al nord-est de l'oceà Índic més concretament a l'est del golf de Bengala i a l'oest del mar d'Andaman. Cobreix l'est del mar d'Andaman, les illes Andaman i Nicobar i l'oest de la punta nord de l'illa de Sumatra.
La placa birmana està en contacte amb les plaques índia, eurasiàtica, de Sonda i australiana.
A les seves fronteres amb les altres plaques destaca la fossa de l'arc de Sonda sobre la costa oest de les illes Andaman i Nicobar. La subducció de la placa índica sota la placa birmana és l'origen de la formació dels arxipèlags volcànics d'Andaman i de Nicobar. La dorsal present a la mar d'Andaman és l'origen de la formació d'aquest mar i de l'allunyament de les illes Andaman i Nicobar de la península malaia des de fa quatre milions d'anys.
El desplaçament de la placa birmana es fa cap al nord a una velocitat de rotació de 2,667° per milió d'anys segons un pol d'Euler situat a 08°89' de latitud nord i 75°51' de longitud oest (referència : placa pacífica).

## Història geològica
La creació de la placa birmana resulta de la progressió cap al nord de la placa índica a una velocitat constant (aproximadament setze centímetres anuals), progressió acompanyada d'un moviment rotatiu dextrogir. La combinació d'aquests dos moviments ha creat un sistema de falles darrere de la fossa de subducció de Sonda per la qual la placa índia desapareix per subducció sota la placa eurasiàtica. El sistema de falla ha dividit d'aquesta forma la placa birmana de la resta de la placa eurasiàtica i sobretot de la placa de la Sonda.
El Tsunami de l'oceà Índic del 2004) de 26 de desembre una porció de falla de 1 200 quilòmetres al llarg de la frontera entre la placa birmana i la placa índica va provocar un sisme de magnitud 9, un dels més poderosos que l'home hagi conegut mai. Sobre els 1 200 quilòmetres de ruptura, es produí una desnivellació de quinze metres entre les dues vores de la falla (la part oest passà sobre la part est), generant un tsunami que va fer aproximadament 220.000 morts. La regió resta activa sísmicament, ja que el 28 de març de 2005, un nou sisme de magnitud 8,7 va tornar a produir-se.